# Turčianske Kľačany
Turčianske Kľačany (em húngaro: Vágkelecsény) é um município da Eslováquia, situado no distrito de Martin, na região de Žilina. Tem 12,21 km² de área e sua população em 2018 foi estimada em 982 habitantes.

## Demografia
| Ano:        | 1994 | 2004   | 2014    | 2024    |
| ----------- | ---- | ------ | ------- | ------- |
| Broj ljudi: | 809  | 842    | 933     | 1053    |
| Razlika:    |      | +4,07% | +10,80% | +12,86% |

| Ano:               | 2023 | 2024   |
| ------------------ | ---- | ------ |
| Número de pessoas: | 1049 | 1053   |
| Diferença:         |      | +0,38% |